# Chloroleucon foliolosum
Chloroleucon foliolosum es una especie de arbusto perteneciente a la familia de las leguminosas (Fabaceae), endémico de Argentina, Brasil y Bolivia.
Está amenazada por pérdida de hábitat.

## Taxonomía
Chloroleucon foliolosum fue descrita por  (Benth.) G. P. Lewis y publicado en Legumes of Bahia 166. 1987.
Etimología
Chloroleucon: nombre genérico que deriva de las palabras griegas  χλωρóς (chloros), que significa "verde," y λευκός (leukos), que significa "blanco."
foliolosum: epíteto latíno que significa "que tiene pequeñas hojas".
Sinonimia
- Chloroleucon foliolosum (Benth.) G.P.Lewis
- Calliandra aristulata Rizzini
- Calliandra grisebachianum (Benth.) Speg.
- Feuilleea bahiensis Kuntze
- Pithecellobium grisebachianum Harms
- Pithecellobium foliolosum Benth. basónimo
- Pithecellobium myriophyllum Malme
- Pithecellobium oligandrum Rizzini
- Pithecolobium foliolosum Benth.[5]

## Nombres comunes
Arapiraca y triadim en Brasil, guaiacán blanco y palo barroso en Argentina.